# Almudáfar
Almudáfar ist ein spanischer Ort im Pyrenäenvorland in der Provinz Huesca der Autonomen Gemeinschaft Aragonien. Almudáfar wurde im Jahr 1845 zu Osso de Cinca eingemeindet. Der Ort, der über die Landstraße A-1234 zu erreichen ist, hatte im Jahr 2015 50 Einwohner.